# سلنا فارست
سلنا فارست (به انگلیسی: Selena Forrest)
، زاده ۲۹ آوریل ۱۹۹۹) یک مدل آمریکایی است. بر اساس رتبه‌بندی وبسایت Models.com در سال ۲۰۱۷، او به عنوان یکی از ۵۰ مدل برتر صنعت مد شناخته شد.